# Collegium Christi (Esztergom)
A  Collegium Christi pauperum scholarium, Krisztus-kollégium vagy szegény tanulók kollégiuma egy Esztergomban, az 1390-es évek elején életre hívott alapítvány, nevelőház, mely százharminc évig működött a székesegyházi iskola mellett.

## Története
A kollégiumot Budai János esztergomi kanonok, barsi főesperes alapította a 14. század végén, a középkori székesegyház közelében, a Várhegyen működött. Az alapító, aki Prágában végezte tanulmányait négy budai házának javadalmát adományozta az intézménynek, hogy segítse a székesegyházi iskola szegény diákjainak külföldi továbbtanulását. A társulat elnöke a mindenkori barsi főesperes volt, az alapszabály pedig kimondta, hogy az igazgató csak a kollégium egykori növendékei közül kerülhetett ki. A kollégium gondoskodott a diákok itthoni és külföldi taníttatásának költségéről, és csak az volt köteles visszafizetni ezt az összeget, aki jól jövedelmező állásba került külföldi tanulmányai után. 1526-ban ezer rénes forint volt a kollégium kasszájában.
IX. Bonifác pápa 1399. április. 28-án Csornai István esztergom-szenttamási prépostot bízta meg az alapítvány szabályzatának fölülvizsgálatával és megerősítésével Budai kérelmére. Ez az első biztos, kétségtelen hitelű adat a Krisztus-kollégium létezéséről. 1526-ban, az alapítványt 130 év működés után leválasztották a barsi főesperesség jövedelmeitől. A török előretörés következtében az alapítvány tőkéjét Liptai Péter főesperes a bécsi egyetemhez kapcsolta, a kollégium felügyeletét pedig az esztergomi káptalanra bízta. 1543-ban a város török kézre került, az érsekség és a káptalan Nagyszombatra menekültek Esztergomból. A kollégiumot 17. században egyesítették Oláh Miklós érsek 1568. évi hasonló alapítványával.

## Könyvtára
A Collegium Christi esetében nincs külön utalást a könyvtárra, de ismertek a tulajdonbejegyzéssel ellátott kötetek. A könyvtárában legalább 50 kötet volt. Ma nyolc kötet maradt ránk budapesti, pozsonyi és bécsi könyvtárakban.
A ránk maradt kötetek többsége 1686-ban Budáról került a bécsi Hofbibliothekbe. Ezekben több Esztergomból származó, a Collegium Christi possessor bejegyzését tartalmazó kötet azonosított.
Ránk maradt négy szerényebb díszítésű kódex, melyeket a 14. században a kollégium diákjai írtak és díszítettek:
- egy jogi eljárásokról szóló kötet (egy-egy példánya Göttingenben és Königsbergben maradt fenn), amelyet Pöstyéni Tamás készített a kollégium. alapítója, Budai János intézkedése alapján;
- egy biblia (1394)
- egy a bibliával egykorú jogi tartalmú kódex, Occam Directorium jurisa, melyeket egy Temlius nevű kollégista írt egy Bernhardus és egy ismeretlen nevű társával együtt
- egy Manipulus florum című teológiai kifejezésgyűjtemény.

A 15. századból négy kódex és egy ősnyomtatvány (jogi ill. teol. tartalmúak) ismert.